# Anna Schenk von Landegg

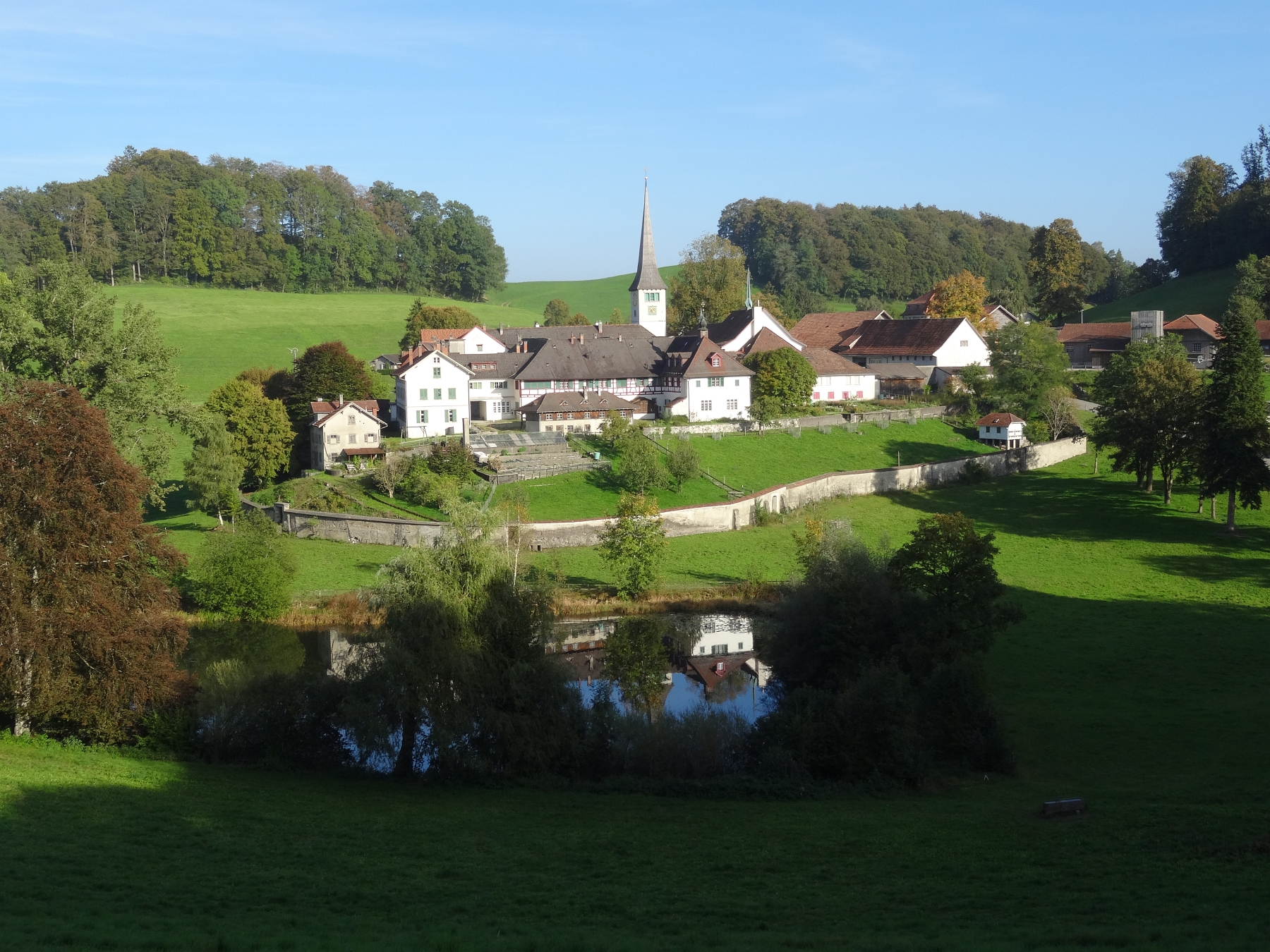
Kloster Magdenau, 2023

Anna Schenk von Landegg (* vor 1460; † 26. Juli 1506 in Kloster Magdenau) war eine Schweizer Äbtissin aus dem sankt-gallischen Ministerialengeschlecht der Schenk von Landegg. Sie gilt als «umsichtige Klosterverwalterin», die Verwaltungsreformen weiterführte und einen «ansehnlichen» Konvent mit geordneter Verwaltung hinterliess.

## Leben
Anna Schenk von Landegg wurde am 27. Mai 1482 erstmals als Äbtissin des Zisterzienserinnenklosters Magdenau in der Grafschaft Toggenburg erwähnt. Sie folgte Ursula Blarer. Sie liess ein Kopialbuch anlegen und trat regelmässig bei Lehenvergabungen des Klosters auf, da die Klostergüter verliehen wurden. Mit der Gemeinde Flawil bereinigte sie 1487 das Holznutzungsrecht in den Klosterwaldungen und liess 1490 die Wälder mit neuen Marken versehen. Die Rechte des Klosters musste die Äbtissin mehrfach vor Gericht verteidigen. Sie setzte sich für den Leutpriester der Kirche St. Verena sowie für die Kirche in Oberglatt ein.
Der Frühhumanist Albrecht von Bonstetten widmete ihr 1486 die deutsche Fassung der Legende der heiligen Ida von Toggenburg. Er hatte sie erfunden, um das Kloster Fischingen im Thurgau für Pilger attraktiver zu machen.
Magdenauer Äbtissinnen aus der Familie Schenk von Landegg:
- Elisabeth Schenk von Landegg, 1464–1468
- Verena Schenk von Landegg, 1468–1480
- Anna Schenk von Landegg, 1482–1506
- Afra Schenk von Landegg-Castel, 1532–1536[2]